# Francesca Schiavone
Francesca Schiavone es una extenista profesional italiana nacida el 23 de junio de 1980 en Milán, Italia retirada en 2018. Ha logrado 8 títulos de la WTA en individuales, destacando entre ellos un Grand Slam, cuando levantó el título de Roland Garros en 2010. También logró levantar 7 títulos de dobles a nivel WTA.
En 2005 fue finalista de Moscú, luego de vencer a Amélie Mauresmo, Svetlana Kuznetsova y Elena Dementieva, para luego perder ante Mary Pierce.
La tenista derrotó a Mauresmo en semifinales de la Copa Fed 2007, y en Zúrich le ganó a Dementieva y Kuznetsova.
Schiavone venció a Svetlana Kuznetsova en semifinales de la Copa Fed 2009, y a Serena Williams en la primera ronda del Masters de Roma.
En 2010 ganó el Torneo de Roland Garros luego de derrotar a Li Na, Caroline Wozniacki, Dementieva y Samantha Stosur. Además fue semifinalista en Tokio y alcanzó cuartos de final en el Abierto de Estados Unidos, Pekín y Canadá, de manera que resultó séptima en la clasificación final.
La italiana fue finalista en Roland Garros 2011, luego de vencer a Jelena Janković, Anastasiya Pavliuchenkova y Marion Bartoli, tras lo cual cayó ante Li Na. Asimismo, alcanzó cuartos de final en el Abierto de Australia y el Masters de Roma, quedando así 13.ª en la clasificación final.
El 5 de septiembre de 2018, Schiavone anunció su retiro del tenis en el US Open. Durante el anuncio, ella compartió las aspiraciones de ganar un Grand Slam como entrenadora.

## Títulos de Grand Slam

### Individuales

#### Victorias (1)
| Año  | Torneo        | Oponente        | Resultado   |
| 2010 | Roland Garros | Samantha Stosur | 6-4, 7-6(2) |

#### Finalista (1)
| Año  | Torneo        | Oponente | Resultado   |
| 2011 | Roland Garros | Na Li    | 4-6, 6-7(0) |

### Dobles

#### Finalista (1)
| Año  | Campeonato    | Pareja          | Oponente                     | Resultado     |
| 2008 | Roland Garros | Casey Dellacqua | Anabel Medina Virginia Ruano | 6-2, 5-7, 4-6 |

## Títulos WTA (15; 8+7)

### Individuales (8)
| Leyenda: Antes de 2009 | Leyenda: A partir de 2009 |
| ---------------------- | ------------------------- |
| Grand Slam (1)         |                           |
| Juegos Olímpicos (0)   |                           |
| WTA Championships (0)  |                           |
| Tier I (0)             | Premier Mandatory (0)     |
| Tier II (0)            | Premier 5 (0)             |
| Tier III (1)           | Premier (1)               |
| Tier IV & V ()         | International (5)         |

| N.º | Fecha                 | Torneo         | Superficie    | Oponente en la final | Resultado     |
| --- | --------------------- | -------------- | ------------- | -------------------- | ------------- |
| 1.  | 4 de agosto de 2007   | Bad Gastein    | Tierra batida | Yvonne Meusburger    | 6-1, 6-4      |
| 2.  | 25 de octubre de 2009 | Moscú          | Dura (i)      | Olga Govortsova      | 6-3, 6-0      |
| 3.  | 17 de abril de 2010   | Barcelona      | Tierra batida | Roberta Vinci        | 6-1, 6-1      |
| 4.  | 5 de junio de 2010    | Roland Garros  | Tierra batida | Samantha Stosur      | 6-4, 7-6(2)   |
| 5.  | 26 de mayo de 2012    | Estrasburgo    | Tierra batida | Alizé Cornet         | 6-4, 6-4      |
| 6.  | 28 de abril de 2013   | Marrakech      | Tierra batida | Lourdes Domínguez    | 6-1, 6-3      |
| 7.  | 21 de febrero de 2016 | Río de Janeiro | Tierra batida | Shelby Rogers        | 2-6, 6-2, 6-2 |
| 8.  | 15 de abril de 2017   | Bogotá         | Tierra batida | Lara Arruabarrena    | 6-4, 7-5      |

#### Finalista (12)
| N.º | Fecha                    | Torneo        | Superficie    | Oponente en la final      | Resultado     |
| --- | ------------------------ | ------------- | ------------- | ------------------------- | ------------- |
| 1.  | 12 de junio de 2000      | Tashkent      | Dura          | Iroda Tulyaganova         | 3-6, 6-2, 3-6 |
| 2.  | 6 de enero de 2003       | Canberra      | Dura          | Meghann Shaughnessy       | 1-6, 1-6      |
| 3.  | 12 de septiembre de 2005 | Bali          | Dura          | Lindsay Davenport         | 2-6, 4-6      |
| 4.  | 10 de octubre de 2005    | Moscú         | Carpet (i)    | Mary Pierce               | 4-6, 3-6      |
| 5.  | 24 de octubre de 2005    | Hasselt       | Carpet (i)    | Kim Clijsters             | 2-6, 2-6      |
| 6.  | 9 de enero de 2006       | Sídney        | Dura          | Justine Henin             | 6-4, 5-7, 5-7 |
| 7.  | 3 de abril de 2006       | Amelia Island | Tierra batida | Nadia Petrova             | 4-6, 4-6      |
| 8.  | 25 de septiembre de 2006 | Luxemburgo    | Dura          | Alona Bondarenko          | 6-4, 5-7, 5-7 |
| 9.  | 13 de julio de 2009      | Praga         | Tierra batida | Sybille Bammer            | 6-7(4), 2-6   |
| 10. | 12 de octubre de 2009    | Osaka         | Dura          | Samantha Stosur           | 5-7, 1-6      |
| 11. | 4 de junio de 2011       | Roland Garros | Tierra batida | Na Li                     | 4-6, 6-7(0)   |
| 12. | 6 de mayo de 2017        | Rabat         | Tierra batida | Anastasiya Pavliuchenkova | 5-7, 5-7      |

### Dobles (7)
| Leyenda: Antes de 2009 | Leyenda: A partir de 2009 |
| ---------------------- | ------------------------- |
| Grand Slam (0)         |                           |
| Juegos Olímpicos (0)   |                           |
| WTA Championships (0)  |                           |
| Tier I (1)             | Premier Mandatory (0)     |
| Tier II (4)            | Premier 5 (1)             |
| Tier III (1)           | Premier (0)               |
| Tier IV & V (0)        | International (0)         |

| N.º | Fecha                | Torneo           | Superficie    | Pareja           | Oponentes en la final                  | Resultado        |
| --- | -------------------- | ---------------- | ------------- | ---------------- | -------------------------------------- | ---------------- |
| 1.  | 4 de agosto de 2001  | Sopot            | Tierra batida | Joannette Kruger | Yuliya Beygelzimer Anastasia Rodionova | 6-4, 6-0         |
| 2.  | 8 de mayo de 2004    | Varsovia         | Tierra batida | Silvia Farina    | Gisela Dulko Patricia Tarabini         | 3-6, 6-2, 6-1    |
| 3.  | 4 de marzo de 2005   | Doha             | Dura          | Alicia Molik     | Cara Black Liezel Huber                | 6-3, 6-4         |
| 4.  | 3 de marzo de 2006   | Dubái            | Dura          | Květa Peschke    | Svetlana Kuznetsova Nadia Petrova      | 3-6, 7-6(1), 6-3 |
| 5.  | 7 de octubre de 2006 | Luxemburgo       | Dura          | Květa Peschke    | Anna-Lena Groenefeld Liezel Huber      | 2-6, 6-4, 6-1    |
| 6.  | 24 de junio de 2006  | Moscú            | Moqueta       | Květa Peschke    | Iveta Benešová Galina Voskoboeva       | 6-4, 6-7(4), 6-1 |
| 7.  | 3 de octubre de 2009 | Tokio (Pacífico) | Dura          | Alisa Kleybanova | Daniela Hantuchová Ai Sugiyama         | 6-4, 6-2         |

#### Finalista (9)
- 2003: Varsovia (junto a Eleni Daniilidou pierden ante Liezel Huber y Magdalena Maleeva).
- 2003: Stanford (junto a Yoon-Jeong Cho pierden ante Cara Black y Lisa Raymond).
- 2004: París (junto a Silvia Farina pierden ante Barbara Schett y Patty Schnyder).
- 2005: Filderstadt (junto a Květa Peschke pierden ante Daniela Hantuchová y Anastasiya Myskina).
- 2006: Roma (junto a Květa Peschke pierden ante Daniela Hantuchová y Ai Sugiyama).
- 2007: Zúrich (junto a Lisa Raymond pierden ante Květa Peschke y Rennae Stubbs).
- 2008: Roland Garros (junto a Casey Dellacqua pierden ante Anabel Medina y Virginia Ruano).
- 2012: Barcelona (junto a Flavia Pennetta pierden ante Sara Errani y Roberta Vinci).
- 2014: Florianópolis (junto a Silvia Soler pierden ante Anabel Medina y Yaroslava Shvédova).

### Clasificación en torneos del Grand Slam
| Torneo                 | 2000 | 2001 | 2002 | 2003 | 2004 | 2005 | 2006 | 2007 | 2008 | 2009 | 2010 | 2011 | 2012 | 2013 | 2014 | 2015 | 2016 | 2017 | 2018 | G-P   | Títulos |
| ---------------------- | ---- | ---- | ---- | ---- | ---- | ---- | ---- | ---- | ---- | ---- | ---- | ---- | ---- | ---- | ---- | ---- | ---- | ---- | ---- | ----- | ------- |
| Australian Open        | -    | 1R   | 3R   | 1R   | 2R   | 3R   | 4R   | 2R   | 3R   | 1R   | 4R   | CF   | 2R   | 1R   | 1R   | 1R   | -    | 1R   | 1R   | 19-17 | 0       |
| Roland Garros          | -    | CF   | 3R   | 2R   | 4R   | 4R   | 4R   | 3R   | 3R   | 1R   | G    | F    | 3R   | 4R   | 1R   | 3R   | 1R   | 1R   | 1R   | 40-17 | 1       |
| Wimbledon              | -    | 2R   | 2R   | 3R   | 2R   | 1R   | 1R   | 2R   | 2R   | CF   | 1R   | 3R   | 4R   | 1R   | 1R   | 1R   | 2R   | 2R   | -    | 19-17 | 0       |
| US Open                | 3R   | 1R   | 4R   | CF   | 4R   | 3R   | 3R   | 2R   | 2R   | 4R   | CF   | 4R   | 1R   | 1R   | 1R   | 1R   | 1R   | 1R   | -    | 28-18 | 0       |
| WTA Tour Championships | -    | -    | -    | -    | -    | -    | -    | -    | -    | -    | RR   | -    | -    | -    | -    | -    | -    | -    | -    | 1-2   | 0       |